# جي. إف. باورز
جي. إف. باورز (بالإنجليزية: J. F. Powers)‏ (8 أغسطس 1917، جاكسونفيل في الولايات المتحدة - 12 يونيو 1999 في الولايات المتحدة)؛ كاتب وروائي أمريكي.

## الجوائز
- زمالة غوغنهايم